# ورخنییا گزلدرا
ورخنییا گزلدرا (به لاتین: Verkhnyaya Gezaldara) یک شهرک در ارمنستان است که در استان گغارکونیک واقع شده‌است.  در  کیلومتری شمال گاوار، مرکز استان گغارکونیک واقع شده است.